# Episodi di Neon Genesis Evangelion

Copertina del terzo DVD della versione italiana della serie, a cura della Dynit

Gli episodi di Neon Genesis Evangelion, serie televisiva anime sceneggiata da Hideaki Anno e realizzata dallo studio Gainax, sono in totale ventisei. La storia, ambientata nella futuristica città di Neo Tokyo-3 a distanza di quindici anni da una catastrofe di impatto planetario chiamata Second Impact, si incentra su Shinji Ikari, un ragazzo che viene reclutato dall'agenzia speciale Nerv per pilotare un mecha gigante noto con il nome Eva e combattere in questo modo, assieme agli altri piloti, contro dei misteriosi esseri chiamati angeli. La serie venne trasmessa per la prima volta in Giappone sul canale TV Tokyo a partire dal 4 ottobre 1995 e si concluse il 27 marzo dell'anno successivo. Gli ultimi due episodi della serie originale, rei di aver lasciato numerosi misteri irrisolti, spinsero una folta schiera di appassionati a chiedere una conclusione cinematografica che desse una risposta definitiva ai numerosi interrogativi rimasti insoluti. Pertanto, nel 1997 Hideaki Anno e lo Studio Gainax realizzarono due lungometraggi animati che potessero soddisfare i dubbi e le aspettative degli ammiratori: Death & Rebirth, composto da vari spezzoni tratti dai primi ventiquattro episodi della serie televisiva e da alcune sequenze inedite, e The End of Evangelion, diviso in due segmenti chiamati «episodio 25» ed «episodio 26».
La sigla di apertura di Neon Genesis Evangelion è Zankoku na tenshi no these (残酷な天使のテーゼ?, Zankoku na tenshi no teeze, lett. "La tesi dell'angelo crudele"), interpretata dalla cantante giapponese Yōko Takahashi. Il brano di chiusura è rappresentato dal successo pop del 1954 Fly Me to the Moon (lett. "Fammi volare fino alla Luna"), scritto da Bart Howard e interpretato dalle cantanti Claire, Megumi Hayashibara, Kotono Mitsuishi e Yūko Miyamura, le doppiatrici femminili dell'anime, in versioni differenti da episodio a episodio.

## Titoli

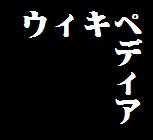
Esempio di scrittura del titolo di un episodio di Evangelion. La dicitura Wikipedia (ウィキペディア) è riportata senza seguire un senso di lettura convenzionale

Ogni puntata di Neon Genesis Evangelion è fornita di due titoli, uno in lingua giapponese, e quindi tradotto e minimamente adattato per l'edizione italiana, l'altro in lingua inglese. Il primo appare sempre durante la prima parte dell'episodio, senza però avere una collocazione temporale fissa all'interno della puntata. Al contrario, la comparsa di questo titolo rimanda sempre ad una sua precisa collocazione e a un suo effetto scenico all'interno della dinamica della narrazione. Per questo motivo, i caratteri giapponesi che ne compongono la scrittura originale sono posizionati sullo schermo secondo una particolare disposizione grafico-spaziale, senza seguire uniformemente alcun senso di lettura convenzionale, e dimensioni ugualmente variabili fra di loro. Il corrispettivo titolo in inglese fa la sua comparsa nell'istante esatto dell'inizio della seconda parte della puntata. Ad esempio, il titolo italiano o giapponese e il titolo inglese del primo episodio della serie, Angel Attack (lett. "L'attacco dell'angelo") sono l'uno la traduzione dell'altro, caso che però non si riscontra nel resto della serie, la cui maggioranza degli episodi presenta titoli dai significati completamente diversi.

### Riferimenti culturali
Il titolo inglese dell'undicesima puntata della serie, The Day Tokyo-3 Stood Still, omaggia Ultimatum alla Terra, pellicola del 1951 il cui titolo originale è The Day the Earth Stood Still (lett. "il giorno in cui la Terra si fermò"). Tuttavia, sembra che nella sceneggiatura originale venga riportato il titolo Panic in Geo Front. Simili riferimenti possono essere rintracciati in diversi altri titoli, come nel caso del tredicesimo episodio, Lilliputian Hitcher, traducibile in lingua italiana come "nani interconnessi". Il nome fa riferimento al popolo dei lillipuziani, una razza fittizia apparsa nel romanzo fantastico I viaggi di Gulliver di Jonathan Swift. La sedicesima puntata, intitolata Malattia mortale, e poi, cita il celebre saggio La malattia mortale del filosofo danese Søren Kierkegaard. Per Kierkegaard, la malattia mortale è la «disperazione» in tutte le sue varie forme. Il titolo sembra far riferimento al personaggio di Shinji, che durante l'episodio affronta se stesso e incomincia a nutrire dubbi sulla propria esistenza. Nel Kikakusho (企画書? lett. "proposta"), un documento pubblicato due anni prima della messa in onda della serie animata e contenente una sua breve presentazione, il titolo Malattia mortale, e poi è riferito al quattordicesimo episodio, in cui Shinji avrebbe imparato «cosa sono veramente l'angoscia e la disperazione». Anche il titolo del ventitreesimo episodio della serie avrebbe dovuto contenere un riferimento all'opera di Kierkegaard. Negli intenti iniziali, la puntata avrebbe dovuto intitolarsi La malattia che prosegue nella speranza, e oltre, ma durante la produzione di Neon Genesis Evangelion si decise di cambiare il titolo in Lacrime. Altro riferimento filosofico è presente nel titolo inglese della quarta puntata, Hedhehog's Dilemma, esplicito riferimento al dilemma del porcospino, espressione appartenente alla terminologia tecnica della psicologia che trae origine da un omonimo racconto pubblicato nel libro Parerga e paralipomena del filosofo tedesco Arthur Schopenhauer.
Il secondo titolo del diciottesimo episodio, Ambivalence, trae origine da un termine psichiatrico introdotto dallo psicoanalista svizzero Eugen Bleuler e riferito ad uno stato emotivo nel quale coesistono emozioni o atteggiamenti contraddittori all'interno dello stesso individuo. Sembra che l'espressione «ambivalenza» possa riferirsi al conflitto interiore di Shinji, che, nel corso della puntata, riceve l'ordine di abbattere l'Eva-03, rifiutandosi però di combattere. Ulteriore riferimento psicoanalitico è rintracciabile nella diciannovesima puntata, intitolata Introjection. Il termine introiezione, coniato dal medico e psichiatra ungherese Sándor Ferenczi, indica un meccanismo psichico che contribuisce alla strutturazione dell'interiorità individuale attraverso il quale l'individuo, a livello inconscio e simbolico, trasferisce dentro di sé oggetti e aspetti del mondo esterno facendoli propri. Anche in questo caso sussiste un forte collegamento con le tematiche e l'intreccio narrativo della puntata. Il concetto si può riferire a Shinji, che nel corso dell'episodio matura una consapevolezza del proprio Io prima totalmente assente, e, dall'altra, all'Eva-01, che assorbe un motore energetico noto come elemento S². Simile citazione è presente nel titolo del ventesimo episodio, Weaving a story 2: Oral stage, esplicito riferimento al concetto di fase orale, formulato dal medico austriaco Sigmund Freud. Il sottotitolo inglese della seconda puntata, The Beast, fa riferimento alla bestia del mare dell'Apocalisse di Giovanni. Una citazione biblica del tutto analoga è rintracciabile nel ventiquattresimo episodio, The Beginning and the End, or "Knockin' on Heaven’s Door", che cita il versetto: «Io sono l'Alfa e l'Omega, il primo e l'ultimo, l'inizio e la fine» (22:13).
Il sottotitolo inglese del venticinquesimo episodio, Do you love me?, è tratto da un omonimo libro del 1976 scritto dallo psichiatra scozzese Ronald David Laing, redatto come una conversazione tra individui non identificati. Pare che la puntata ne rielabori lo stile letterario. Anche l'intestazione originale dell'ultima puntata della serie, La bestia che gridò AMore nel cuore del mondo, trae origine da un romanzo già esistente, The beast that shouted love at the heart of the world dello scrittore di fantascienza Harlan Ellison.

## Produzione
Lo studio Gainax incominciò a pianificare la serie nel luglio del 1993. Il 20 settembre di quell'anno si tenne una riunione interna della Gainax intitolata «umanoide artificiale Evangelion», ma la produzione dei primi due episodi iniziò nel settembre del 1994 e si protrasse per diversi mesi. Anche la fase di scrittura fu molto lunga; secondo Hideaki Anno, il copione del primo episodio fu completato solamente dopo sei mesi di lavoro. Le prime due puntate furono proiettate in formato 16 millimetri davanti ad un pubblico di duecento persone durante il secondo festival della Gainax, tenutosi il 22 e il 23 luglio 1995. Benché il lavoro fosse ancora in uno stadio precoce, entrambi gli episodi furono accolti positivamente. Il ruolo di regista delle due puntate iniziali fu ricoperto da Kazuya Tsurumaki, assistente alla regia di Neon Genesis Evangelion, affiancato da Hideaki Anno e da Masayuki, che si occuparono personalmente degli storyboard degli episodi; come direttori d'animazione furono scelti Shunji Suzuki e Yu Honda. Le sessioni di doppiaggio invece iniziarono il 27 marzo, circa sei mesi prima della messa in onda della serie. La produzione non fu costante e non seguì l'ordine cronologico degli eventi; a causa di alcune circostanze di forza maggiore, dopo i primi tre episodi fu prodotta la sesta puntata, a cui seguirono il quarto e il quinto episodio. L'unica puntata in cui Hideaki Anno non contribuì alla stesura dei dialoghi e del soggetto fu la quarta, i cui storyboard furono realizzati dal regista Jun'ichi Satō. Come sceneggiatore dell'episodio e della puntata immediatamente successiva fu scelto Akio Satsukawa, che collaborò all'ideazione e alla scrittura di numerosi altri episodi della serie.

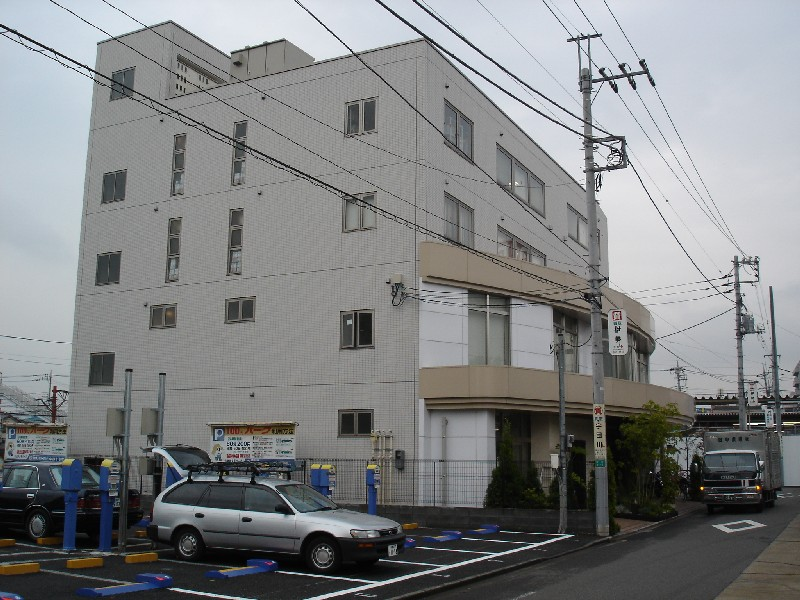
La vecchia sede dello studio Gainax a Koganei, Tokyo

Con il terzo e il quarto episodio, Hideaki Anno volle realizzare dei personaggi estremamente realistici e superare gli altri anime mecha, dando grande attenzione alla loro dimensione psicologica. A partire dall'ottavo episodio però si decise di inserire più scene di umorismo e di azione, dando meno spazio all'analisi psicologica dei personaggi. Questa fase di produzione richiese più di quattro mesi di lavoro, di cui due furono impiegati per la realizzazione degli storyboard. Come curatore degli storyboard dell'ottava e della nona puntata fu nominato Shinji Higuchi, noto per il carattere allegro e umoristico delle proprie opere. Nella produzione di questo arco narrativo fu coinvolto lo studio d'animazione Ghibli, che collaborò alla realizzazione dei disegni dell'undicesimo episodio.

### Gli ultimi episodi
Dal quattordicesimo e dal sedicesimo episodio della serie, in cui fu inserito un lungo flusso di coscienza di Shinji Ikari, il concept della serie cambiò bruscamente e si spostò in direzione introspettiva. Secondo Hiroki Azuma, critico culturale che intervistò personalmente il regista, questo cambio di rotta fu frutto di una decisione presa durante la prima messa in onda e sulla base delle reazioni avute dai fan. Notando la loro chiusura al mondo, lo sceneggiatore decise di cambiare completamente l'atmosfera degli episodi successivi: «Gli appassionati accolsero Evangelion con grande entusiasmo. Hideaki Anno ha sostenuto di aver voluto cambiare l'intera struttura concettuale della serie dopo aver visto quest'accoglienza calorosa ma "autistica"». Questo netto cambiamento coincise con il suo accresciuto interesse per la psicologia e le malattie mentali.

Logo di TV Tokyo

Secondo il regista, durante la realizzazione degli ultimi episodi di Evangelion insorsero numerosi problemi di tempo a causa della «disastrosa» tabella di marcia. La Tatsunoko e TV Tokyo non riuscirono a gestire adeguatamente il planning della serie, causando l'insoddisfazione e l'insofferenza di Hideaki Anno. Le circostanze costrinsero la Gainax al riutilizzo di fotogrammi già utilizzati e ad una generale diminuzione della qualità delle animazioni. Nella seconda parte del quattordicesimo episodio furono inserite numerose sequenze realizzate e montate partendo da materiale fotografico raccolto dalle puntate precedenti; il numero di materiale inedito fu così basso che si limitò a circa cinquecento fotogrammi. Nella sedicesima puntata fu inserita un monologo interiore di Shinji e si decise di esprimere i suoi pensieri attraverso delle linee bianche che si muovono su uno sfondo di colore nero. I tempi di produzione si fecero estremamente ridotti ed influenzarono molto la produzione degli episodi; la ventiquattresima puntata, scritta a quattro mani da Hideaki Anno e Akio Satsukawa, fu montata dall'assistente alla regia Masayuki in sole tre settimane. A causa di limiti di tempo e numerosi altri problemi, il penultimo episodio non seguì la sceneggiatura originale, nonostante fosse già stata scritta e fosse effettivamente pronta per essere utilizzata. Secondo Yūichirō Oguro, curatore di alcuni contenuti dell'edizione laserdisc di Neon Genesis Evangelion, nel gennaio del 1996 alcuni membri della Gainax gli spiegarono il contenuto degli ultimi due episodi della serie; secondo la loro spiegazione, il finale si sarebbe focalizzato su alcuni personaggi e sulle autentiche ragioni del Progetto per il perfezionamento. In un'intervista di quell'anno, il regista affermò di aver accantonato la sceneggiatura originale della ventiseiesima ed ultima puntata della serie mentre si trovava nelle primissime fasi di sviluppo. I tempi di produzione erano così ridotti che rimasero solamente tre giorni per produrre l'ultima puntata. In un primo momento pensò di realizzare un episodio senza animazioni, fatto interamente di dialoghi, ma l'idea fu rifiutata e accantonata. Tuttavia, in un'intervista risalente al 2013 Anno sostenne di aver realizzato l'episodio conclusivo seguendo effettivamente l'idea originale. Simili dichiarazioni furono fatte da Toshimichi Ōtsuki, produttore di Neon Genesis Evangelion: «Credo che Anno volesse fare sul serio quel finale». Anche Yoshiyuki Sadamoto, character designer della serie, trovò le due puntate «soddisfacenti»; secondo Sadamoto, l'unico problema degli episodi risiederebbe nella mancanza di una connessione «immediatamente comprensibile» tra la ventiquattresima e la venticinquesima puntata: «Se fosse stata usata la sceneggiatura originale del penultimo episodio ci sarebbe stato un chiaro collegamento con i due episodi conclusivi».
Secondo Toshio Okada — uno dei fondatori dello studio Gainax, conoscente e amico di vecchia data di Hideaki Anno — ai problemi di tempo si aggiunse anche la grande indecisione dello sceneggiatore, che rimandò all'ultimo la decisione finale. Yoshiyuki Sadamoto, interrogato sulla «complessità filosofica» degli ultimi due episodi, sostenne di averla interpretata come il risultato della difficile situazione in cui si trovò il regista, sempre più stanco e sull'orlo della depressione. Alcuni ipotizzarono una censura dovuta ad alcune lamentele alzate dall'Associazione Genitori e Insegnanti (PTA), ma il regista non menzionò mai alcun tipo di censura, ribadendo fermamente l'intenzionalità artistica del risultato.

## Edizioni
Per l'uscita in home video di Neon Genesis Evangelion fu pubblicata una nuova versione director's cut degli episodi compresi fra il ventunesimo e il ventiquattresimo, riveduti e corretti e con l'aggiunta di diverse scene inedite. Molte delle sequenze inedite furono prese da materiale introdotto nel segmento Death del lungometraggio Death and Rebirth. Le aggiunte inserite nella versione director's cut furono prodotte per introdurre nuovi dettagli all'intreccio narrativo della serie o spiegarne alcuni misteri. Ad esempio, nel ventiquattresimo episodio fu aggiunta una scena in cui Kaworu Nagisa conversa con un'organizzazione chiamata Seele per chiarire al meglio la relazione fra gli angeli Adam e Lilith. La pubblicazione avvenne in quattordici uscite in Laserdisc comprensive del finale cinematografico proposto nel film The End of Evangelion, più un quindicesimo volume chiamato Genesis 0:X, contenente le versioni originali del ventunesimo, del ventiduesimo, del ventitreesimo e del ventiquattresimo episodio. Nel 1997 debuttò l'edizione in DVD, pubblicata a partire dal luglio di quell'anno per un totale di sette uscite. Fra il novembre del 2000 e il giugno del 2001 furono pubblicati tre volumi in DVD per celebrare l'anno del Second Impact, noti con il nome di Second Impact Box, contenenti i ventisei episodi della serie animata più i due film Death(true)²  e The End of Evangelion. Oltre ai due finali della serie, al terzo e ultimo volume della collezione fu inserito il videogioco Shin seiki Evangelion - Kōtetsu no girlfriend in omaggio. Due anni più tardi, la Gainax pubblicò una nuova edizione della serie animata chiamata Renewal Edition. A giugno del 2003 uscì un DVD box contenente tutti e ventisei gli episodi, sia in versione home video che televisiva, più il finale cinematografico del 1997. Gli episodi sono stati poi raccolti in nove filmbook pubblicati dalla Kadokawa Shoten, contenenti, oltre alle puntate, informazioni, articoli e approfondimenti. Ai nove della serie originali la Kadokawa aggiunse altri due, contenenti i film Death e The End of Evangelion. I nove filmbook sono stati pubblicati in lingua italiana dalla Panini Comics dall'agosto del 1998 al maggio del 1999, più il volume di Death, uscito nel mese di giugno dello stesso anno.

Quinto filmbook italiano della serie, contenente gli episodi che vanno dal tredicesimo al sedicesimo

Per l'edizione Renewal si introdussero alcuni radicali cambiamenti nel video e nell'audio della serie, ridisegnando da capo alcuni ambienti e masterizzando l'audio in formato 5.1, procedimento che richiese una grande quantità di tempo e che venne completato in quasi sei mesi di lavoro. Nella Renewal furono aggiunti alcuni dei dialoghi inediti contemplati nelle intenzioni iniziali di Hideaki Anno ma tagliati dalla registrazione stereo 2.0 perché ritenuti superflui o ridondanti. In altri casi si decise di includere annunci di stazione ferroviarie o del centro di comando della Nerv, brusii di sottofondo e altre aggiunte; fra tutti i membri del cast chiamati per la realizzazione delle battute l'unico doppiatore originale ad essere scelto fu Megumi Hayashibara, interprete originale di Rei Ayanami, per doppiare il supercomputer Magi. Durante la realizzazione video vennero apportate diverse correzioni in digitale, ma alcune richiesero nuove riprese fatte partendo da cel ricolorate. I negativi originali in 16 millimetri di alcune scene del sedicesimo episodio andarono perduti, ragion per cui il processo di telecinema delle scene fu effettuato da un integrativo 35 millimetri. In tutte queste fasi di lavorazione, Hideaki Anno e i suoi due assistenti, Masayuki e Kazuya Tsurumaki, presero parte ai processi volti al miglioramento della qualità del progetto.
Il 1º ottobre 2007 fu pubblicato un dvx box analogo all'edizione del 2003 chiamato Neon Genesis Evangelion DVD-box '07 Edition. Per il ventesimo anniversario della serie, ad agosto del 2015 venne pubblicato un box di un'edizione in Blu-ray Disc con video masterizzato in versione HD, tutti e ventisei episodi in formato televisivo e director's cut, la prima versione home video del segmento Death, e i due film Death(true)² e The End of Evangelion.

### Edizioni italiane

La seconda VHS italiana della serie

La prima edizione italiana di Neon Genesis Evangelion fu curata dalla Dynamic Italia. Il doppiaggio venne eseguito presso la Cooperativa Eddy Cortese sotto la direzione di Fabrizio Mazzotta (per i primi sei episodi) e Paolo Cortese (per i restanti venti) e vide l'introduzione, con il dialoghista Gualtiero Cannarsi, della figura del cosiddetto "direttore artistico di produzione", un incaricato dalla casa editrice di sovrintendere a ogni singolo aspetto della localizzazione.
La serie fu distribuita in tredici VHS comprensivi degli episodi in versione director's cut e usciti fra il 1997 e il 2001. A quella in VHS seguirono due edizioni in DVD a opera della Dynamic Italia e della Dynit. La prima, a cura della Dynamic, uscì nel 2002, priva degli episodi in versione director's cut. La seconda, pubblicata dalla Dynit e basata sulla Renewal Edition giapponese, uscì nel 2008 sotto la dicitura Platinum Edition. L'anime venne trasmesso in televisione dal canale MTV: la serie completa, i cui primi due episodi comparvero nella maratona Robothon del 12 dicembre 2000, fu trasmessa a partire dal 2 ottobre 2001 e replicata più volte. Neon Genesis Evangelion fu inoltre la prima serie animata giapponese a essere trasmessa in streaming legale su internet, gratuitamente e con doppiaggio italiano; a partire dal 26 aprile 2010 ogni lunedì fu pubblicato sul canale di YouTube della Dynit un nuovo episodio della versione Platinum, disponibile sulla piattaforma per due settimane. In seguito gli episodi furono pubblicati senza limiti di tempo sulla web TV italiana Popcorn TV, venendo però eliminati qualche tempo dopo per la scadenza dei diritti. 
Nel novembre del 2018 la piattaforma Netflix ha annunciato di aver acquisito i diritti per lo streaming della serie e dei due film conclusivi del 1997, prevedendo un'uscita su scala mondiale per la primavera del 2019, poi posticipata al 21 giugno. La versione disponibile su Netflix presenta un nuovo doppiaggio, eseguito presso la VSI - Voice & Sound International di Roma. Per questa seconda edizione, dialoghi e direzione del doppiaggio sono nuovamente curati da Gualtiero Cannarsi e Fabrizio Mazzotta, mentre il cast vocale è stato quasi del tutto rinnovato. Il nuovo adattamento dei dialoghi è andato incontro a diverse critiche per alcune scelte di traduzione e per la sintassi delle frasi, giudicate ampollose e difficilmente comprensibili. Il 28 giugno Netflix annuncia, a causa delle critiche ricevute, un nuovo doppiaggio italiano di Evangelion, con una revisione dell'attuale adattamento: la traccia audio corrispondente viene così rimossa dalla piattaforma streaming, rendendo la serie visibile in lingua italiana soltanto attraverso i sottotitoli. Il secondo ridoppiaggio italiano di Netflix viene pubblicato sulla piattaforma la mattina del 6 luglio 2020. Il nuovo doppiaggio, registrato nuovamente presso lo studio VSI di Roma, diretto da Roberto Stocchi su dialoghi italiani di Laura Cosenza, si avvale dello stesso cast del precedente.

## Stile e analisi

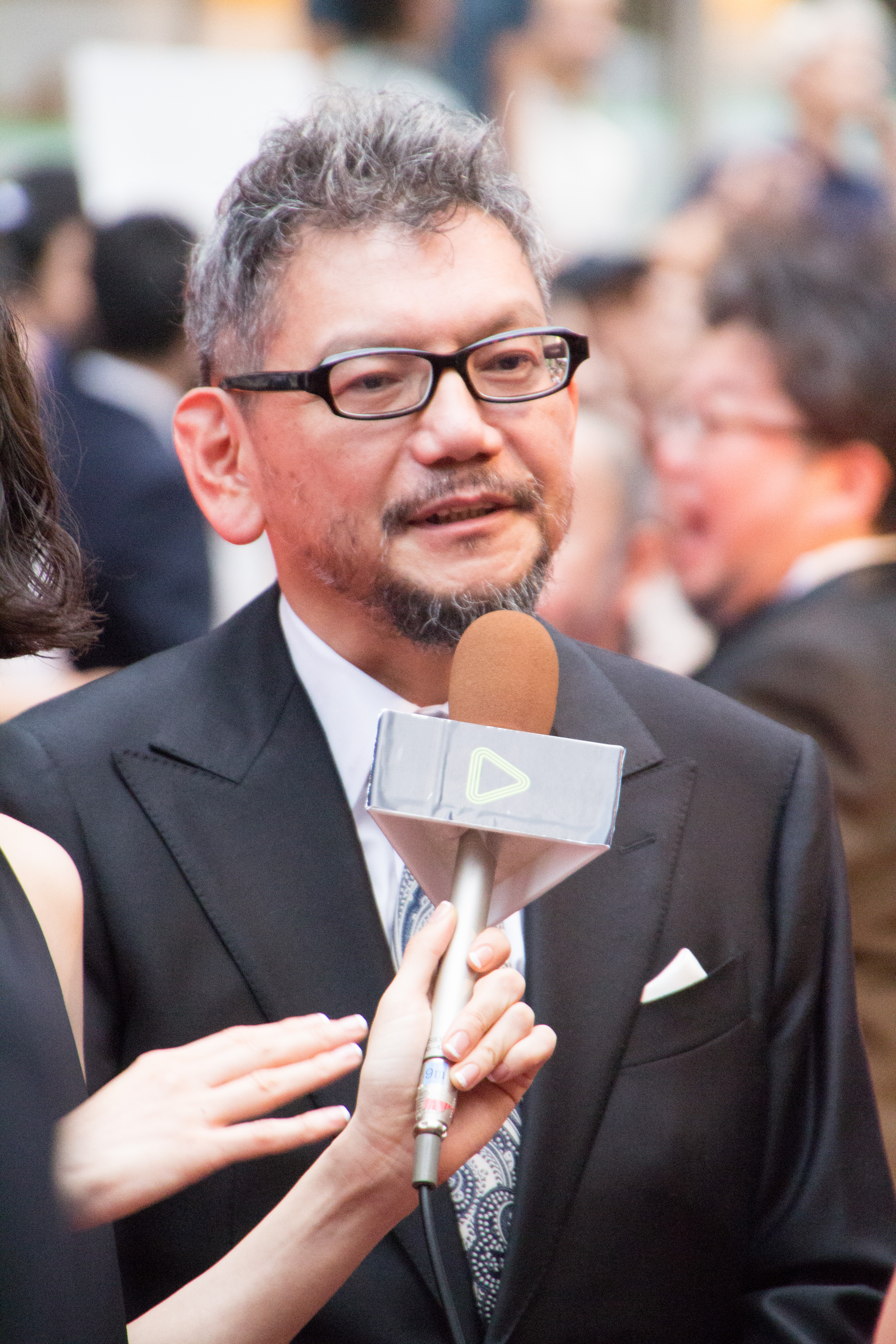
Hideaki Anno, regista e sceneggiatore di Evangelion

Secondo il critico culturale Hiroki Azuma, da un punto di vista prettamente stilistico e narrativo, Neon Genesis Evangelion può essere diviso in due parti. Nella prima parte, in cui sembra procedere come una tradizionale serie d'animazione fantascientifica, ciascuno dei personaggi principali è presentato sotto una luce essenzialmente positiva e i vari enigmi presentati dalla vicenda sembrano giungere ad una risoluzione. Tuttavia, a partire dal sedicesimo episodio, la serie incomincia a perdere gli elementi di positività e leggerezza che caratterizzano le prime puntate, e ad allontanarsi a livello estetico e narrativo dall'animazione giapponese tradizionale. La narrazione, oltre a essere molto più densa di contenuti, acquista maggiore rapidità, e invece di sciogliere tutti i nodi della trama, ne moltiplica i misteri.
A partire dalla seconda metà della serie, la tematica cardine di Neon Genesis Evangelion diventa l'interiorità umana, e vengono portate avanti numerose riflessioni sul tema della comunicazione interpersonale tramite diversi flussi di coscienza dei personaggi principali. Ad esempio, nel quattordicesimo episodio è presente un lungo monologo poetico di Rei Ayanami, contrassegnato da una sequenza di parole e immagini apparentemente scollegate fra di loro. Delle sequenze simili sono presenti, nel caso di Shinji, nel sedicesimo e nel ventesimo episodio. Questa tecnica narrativa raggiunge il suo culmine nelle ultime due puntate della serie, nelle quali la trama procede attraverso i dialoghi ed i monologhi interiori dei personaggi. Pare che l'episodio conclusivo si svolga interamente nell'animo del protagonista, che si interroga sul valore della propria esistenza e sul suo rapporto con le altre persone.

## Lista episodi
| Nº | Titolo italiano / Titolo inglese Giapponese 「Kanji」 - Rōmaji | In onda          | In onda          |
| Nº | Titolo italiano / Titolo inglese Giapponese 「Kanji」 - Rōmaji | Giapponese       | Italiano         |
| 1  | L'attacco dell'angelo / Angel Attack 「使徒、襲来」 - Shito, shūrai | 4 ottobre 1995   | 12 dicembre 2000 |
| 1  | Nel 2015, quindici anni dopo il primo disastroso contatto con degli esseri misteriosi conosciuti come Angeli, che ha portato ad un cataclisma globale denominato Second Impact, l'umanità viene nuovamente minacciata dall'attacco di questi esseri. Per difendere il genere umano, le Nazioni Unite hanno istituito l'agenzia speciale Nerv e ne ha affidato il comando a Gendō Ikari. Questi, insieme al personale della Nerv, ha sviluppato gli Evangelion, dei giganteschi umanoidi bio-meccanici pilotabili da soggetti appositamente selezionati, tutti adolescenti orfani di madre. Shinji Ikari, il figlio del direttore abbandonato dieci anni prima all'epoca della morte della madre, è uno di questi e viene pertanto richiamato dal padre tramite il capitano Misato Katsuragi con lo scopo di fargli pilotare l'Eva-01. Nel frattempo, il terzo angelo Sachiel attacca la città di Neo Tokyo-3 e le controffensive militari tradizionali non riescono ad arrestarlo. Inizialmente riottoso e pieno di rancore nei confronti di Gendō, Shinji si rifiuta di guidare il mezzo, ma la vista di Rei Ayanami, pilota dell'Unità 00 che sarebbe stata schierata al suo posto per la missione, ferita e agonizzante, lo convince ad affrontare l'angelo. |                  |                  |
| 2  | Soffitti sconosciuti / The Beast 「見知らぬ、天井」 - Mishiranu, tenjō | 11 ottobre 1995  | 12 dicembre 2000 |
| 2  | Shinji si risveglia in un letto d'ospedale, senza più alcun ricordo di quanto è avvenuto durante la lotta contro l'angelo Sachiel svoltasi la sera precedente. Il padre Gendō, che continua a mantenere nei suoi confronti un gelido distacco, delega a Misato il compito di fargli da tutrice legale. La donna — che si rivela essere la direttrice del Reparto Operativo della Nerv — lo accoglie nel proprio appartamento, nella periferia di Neo Tokyo-3. La sera del suo arrivo, sdraiato nel letto della sua nuova stanza con le cuffiette alle orecchie, a Shinji torna di colpo alla mente tutto quello che è accaduto il giorno prima. L'Eva era stato rapidamente sconfitto dall'avversario e Shinji si trovava svenuto al suo interno quando questi ha iniziato all'improvviso a combattere autonomamente in modalità Berserk, annientando l'avversario. |                  |                  |
| 3  | Un telefono che non squilla / A Transfer 「鳴らない、電話」 - Naranai, denwa | 18 ottobre 1995  | 16 ottobre 2001  |
| 3  | Misato è preoccupata perché Shinji non è ancora riuscito a legare con i suoi nuovi compagni di classe, sebbene siano già trascorse più di due settimane da quando ha iniziato a frequentare la prima scuola media comunale di Neo Tokyo-3. Un ragazzo di nome Tōji Suzuhara, appena venuto a sapere che è stato Shinji a pilotare l'Unità 01 nell'ultimo combattimento in cui sua sorella è stata ferita, gli si presenta davanti durante la ricreazione e gli sferra due pugni. Subito dopo viene data la notizia dell'imminente attacco di un nuovo angelo, Shamshel. Shinji e Rei si dirigono alla Nerv per combatterlo. Intanto, Kensuke Aida convince Tōji ad uscire fuori dal bunker anti-angelo per cercare di filmare la lotta, ma i due vengono coinvolti nello scontro e prontamente salvati da Shinji, che li fa salire a bordo dell'Evangelion. Qui assistono allo stress psicologico che procura la guida del mecha, mentre il loro compagno riesce ad infliggere un colpo mortale al nemico per poi scoppiare in lacrime. |                  |                  |
| 4  | Fuga sotto la pioggia / Hedgehog's Dilemma 「雨、逃げ出した後」 - Ame, nigedashita ato | 25 ottobre 1995  | 23 ottobre 2001  |
| 4  | Sono passati ormai cinque giorni dall'attacco dell'Angelo Shamshel, ma Shinji sembra non essersi ancora ripreso dal trauma, non esce più dalla sua stanza e non si reca a scuola. La mattina, Misato si accorge che il ragazzo se n'è andato. Dopo aver trascorso la giornata sui vagoni della metropolitana, senza una destinazione, Shinji incontra per una pura coincidenza Kensuke, il quale ha appena approntato una tenda in un boschetto vicino dove gioca tutto da solo ad un survivor game. L'amico lo invita a trascorrere il resto della giornata e la notte assieme a lui, ma mentre sono già nel sacco a pelo giungono gli agenti della Nerv, venuti a riprendere Shinji. Il giovane decide allora di lasciare definitivamente l'organizzazione, ma mentre sta per prendere il treno che lo allontanerà definitivamente dalle persone appena conosciute, cambia idea e decide di rimanere a Neo Tokyo-3. |                  |                  |
| 5  | Rei, al di là del suo cuore / Rei I 「レイ、心のむこうに」 - Rei, kokoro no mukō ni | 1º novembre 1995 | 30 ottobre 2001  |
| 5  | Appena prima dell'arrivo di Shinji alla Nerv, durante uno degli esperimenti di prova per testare l'affidabilità degli Evangelion, l'Unità 00 va improvvisamente fuori controllo, causando la totale distruzione della sala del test. Una volta disattivata, Gendō accorre subito in aiuto di Rei, rimasta priva di sensi all'interno dell'Entry Plug e nell'operazione si ustiona le mani e perde gli occhiali, che gli cadono a terra. Shinji, ventidue giorni dopo l'incidente, è incuriosito da Rei e dal rapporto che ha con suo padre Gendō. La dottoressa Ritsuko Akagi gli offre l'occasione di andare a trovarla per consegnarle il nuovo tesserino di riconoscimento che permette l'ingresso al quartier generale della Nerv. Una volta arrivato nel condominio della ragazza, Shinji suona alla porta, ma nessuno viene ad aprirgli. Scorgendo la porta aperta, decide di entrare e, quando nota lo stato di degrado in cui vive Rei, inizia a ripulire la stanza. Nel momento in cui si prova indosso il paio di occhiali che sono sulla scrivania però, Rei esce dalla doccia e gli strappa con decisione le lenti dal volto. Il giovane imbarazzato finisce per franarle addosso. In seguito ad un test di attivazione, viene avvistato un nuovo angelo, Ramiel. Shinji tenta di bloccarlo a bordo dell'Eva 01, ma l'avversario lo colpisce con un potente raggio energetico.   |                  |                  |
| 6  | Battaglia decisiva a Neo Tokyo-3 / Rei II 「決戦、第3新東京市」 - Kessen, daisan shin Tōkyō shi | 8 novembre 1995  | 6 novembre 2001  |
| 6  | L'angelo Ramiel inizia a trivellare il suolo di Neo Tokyo-3 nel tentativo di penetrarne gli strati protettivi ed arrivare al Geofront, la cavitá sotterranea che fa da quartier generale alla Nerv. Per superare il campo protettivo dell'invasore viene allora ideata da Misato una strategia chiamata "Operazione Yashima", in cui l'Unità 01 dovrà cercare di colpire il nemico utilizzando un prototipo avanzato di fucile a positroni appena messo a punto dall'esercito, mentre l'Unità 00 lo schermerà da eventuali contrattacchi di Ramiel. Per far funzionare l'arma è necessaria l'intera produzione elettrica del Giappone, ma anche così Shinji manca il bersaglio al primo colpo e, in attesa di ricaricare, Rei, a bordo dell'Eva, gli si para davanti per proteggerlo dal raggio scagliato dal nemico. Il secondo colpo riesce a centrare Ramiel e ad annientarlo definitivamente. |                  |                  |
| 7  | Un'opera dell'uomo / A Human Work 「人の造りしもの」 - Hito no tsukurishimono | 15 novembre 1995 | 13 novembre 2001 |
| 7  | La dottoressa Ritsuko Akagi, responsabile del Reparto Tecnologico della Nerv, viene invitata all'inaugurazione ufficiale del Jet Alone, il prototipo di un robot gigante alimentato ad energia nucleare e presentato come valida alternativa agli Evangelion da un'organizzazione concorrente della Nerv. A differenza delle unità Eva, che si basano su una batteria esterna e di uno speciale cavo di alimentazione chiamato Umbilical Cable, il Jet Alone contiene al proprio interno un reattore nucleare e può quindi funzionare indefinitamente senza alcuna altra alimentazione energetica proveniente dall'esterno. Tuttavia, durante la prima dimostrazione pubblica la macchina va fuori controllo, iniziando a marciare pericolosamente verso la città di Atsugi. Mentre l'Unità 01 arresta l'avanzata del mecha, Misato, a sprezzo della sua stessa vita, entra all'interno del robot e lo disinnesca. Qui scopre che il malfunzionamento del Jet Alone è stato in realtà un atto di sabotaggio. |                  |                  |
| 8  | L'arrivo di Asuka in Giappone / Asuka Strikes! 「アスカ、来日」 - Asuka, rainichi | 22 novembre 1995 | 20 novembre 2001 |
| 8  | Misato porta con sé Shinji e i suoi amici Tōji e Kensuke a bordo della nave ammiraglia che sta trasportando l'Unità 02 verso il Giappone. Il pilota dell'Eva è Asuka Sōryū Langley, ragazza di origini tedesche e dal carattere fiero. A scortare Asuka sulla nave c'è Ryōji Kaji, vecchia fiamma di Misato. Mentre la nave si trova ancora in viaggio nel mezzo dell'oceano, un angelo acquatico, Gaghiel, attacca la flotta. Asuka d'impulso prende i comandi dell'Eva e parte all'attacco, coinvolgendo anche Shinji, che si ritrova assieme a lei all'interno della cabina di guida. L'angelo però riesce a trascinarli sott'acqua, dove il mecha della ragazza risulta essere di molto limitato nelle azioni. Misato escogita allora un piano consistente nel lanciare due delle maggiori navi da guerra della flotta direttamente dentro la bocca del nemico per poi fare fuoco con i cannoni e colpirlo direttamente dall'interno. Distrutto il mostro, si scopre che durante l'azione i due coetanei hanno raggiunto un livello record di sincronizzazione reciproca. Arrivati in Giappone Ryōji consegna a Gendō l'embrione di Adam e Asuka si trasferisce nella classe di Shinji. |                  |                  |
| 9  | L'istante, i pensieri, l'armonia / Both of You, Dance Like You Want to Win! 「瞬間、心、重ねて」 - Shunkan, kokoro, kasanete | 29 novembre 1995 | 27 novembre 2001 |
| 9  | Asuka va a vivere nell'appartamento di Misato e Shinji. Mentre si abitua alla sua nuova vita in Giappone l'angelo Israfel attacca. Dopo essere stato tagliato a metà e apparentemente battuto, il nemico si divide in due copie identiche che sconfiggono le Unità 01 e 02. L'ONU tenta il tutto per tutto sganciando una bomba N² sul doppio nemico, disabilitandolo temporaneamente e dando alla Nerv sei giorni di tempo per trovare un modo per sconfiggerlo. Si arriva alla conclusione che le due copie debbano essere distrutte in contemporanea, quindi Misato sottopone Shinji e Asuka ad un duro regime di allenamento per sincronizzare le loro azioni e fare in modo che siano capaci di portare un doppio attacco coordinato ad Israfel, impostato su un tempo ritmico che ricorda quello della danza classica. Shinji e Asuka non accettano però di buon grado il fatto di dover forzatamente stare a così stretto contatto e l'allenamento viene reputato un fallimento. Tuttavia al momento di combattere l'angelo i due sono in grado di eseguire i movimenti studiati in modo impeccabile e distruggono i nemici. |                  |                  |
| 10 | Immersione nel magma / Magmadiver 「マグマダイバー」 - Magumadaibā | 6 dicembre 1995  | 4 dicembre 2001  |
| 10 | La classe di Shinji è in fermento per l'imminente viaggio scolastico a Okinawa, ma Asuka rimane molto seccata dal fatto di non poter lasciar Neo Tokyo-3, in quanto — come piloti di Evangelion — lei e gli altri children devono stare allerta in caso di attacchi da parte degli Angeli. Sandalphon viene scoperto, in fase ancora embrionale, all'interno di un vulcano attivo, dove ha nidificato nelle profondità del magma. Nella speranza di poterlo studiare prima del risveglio ed ottenere così una maggiore comprensione nei riguardi degli Angeli, Asuka viene inviata per catturarlo. L'Unità 02 viene quindi sganciata dentro il vulcano, protetta da una speciale tuta di refrigerazione e armata d'una gabbia metallica. Tuttavia l'angelo si risveglia in anticipo rispetto alle previsioni costringendo Asuka a combatterlo. Mentre si trova in gravi difficoltà, Shinji accorre in suo aiuto, dando un prezioso supporto alla ragazza e salvandole la vita all'ultimo momento. |                  |                  |
| 11 | Nell'oscurità immobile / The Day Tokyo-3 Stood Still 「静止した闇の中で」 - Seishishita yami no naka de | 13 dicembre 1995 | 11 dicembre 2001 |
| 11 | L'intera rete elettrica di Neo Tokyo-3 salta improvvisamente, costringendo Misato e Ryōji a rimanere bloccati all'interno di un ascensore mentre i tre children dall'esterno non riescono più ad entrare nella base. Il personale della Nerv, sotto la guida di Ritsuko, cerca una soluzione, quando appare Matarael; l'angelo inizia a farsi strada verso il centro del Geofront utilizzando un acido corrosivo. Shinji, Rei e Asuka tentano di ritornare al Central Dogma attraverso i condotti d'aerazione, in un labirinto di corridoi e condutture cieche. Gendō intanto dà l'ordine di attivare gli Eva coi comandi manuali, fiducioso che i piloti sarebbero riusciti ad arrivare in tempo, e infatti, appena giunti, i ragazzi salgono a bordo dei mecha e partono per la battaglia. Mentre Rei recupera il fucile sfuggito di mano all'Unità 01, Asuka difende col proprio Eva Shinji dall'acido corrosivo di Matariel, permettendo al compagno di fare fuoco ed annientare così il nemico. |                  |                  |
| 12 | Il valore di un miracolo... / She said, "Don't make others suffer for your personal hatred." 「奇跡の価値は」 - Kiseki no kachi wa | 20 dicembre 1995 | 18 dicembre 2001 |
| 12 | Sahaquiel è il nuovo imponente angelo che appare in cielo lungo l'orbita terrestre. Il lancio di diverse bombe N² non risulta aver alcun effetto apprezzabile, mentre il nemico attacca il pianeta facendo cadere piccoli pezzi di se stesso sulla sua superficie, calibrando la mira in direzione della città di Neo Tokyo-3 e della base sotterranea della Nerv. Tutti e tre gli Evangelion si dispiegano in difesa della città, per incercettare l'angelo prima che la colpisca, come sembra voler fare, con un attacco kamikaze. Proiettando all'unisono i loro tre AT Field in direzione dell'avversario riescono, dopo un notevole sforzo, a fermarlo ed infine a distruggerlo. |                  |                  |
| 13 | L'invasione dell'angelo / Lilliputian Hitcher 「使徒、侵入」 - Shito, shin'nyū | 27 dicembre 1995 | 25 dicembre 2001 |
| 13 | I piloti sono sottoposti ad un test di sincronizzazione diretto da Ritsuko, quando l'angelo Iruel appare all'interno della base sotto forma di ruggine. Il nemico è costituito da un insieme di milioni di microscopiche particelle organiche, le quali, interagendo tra loro, costituiscono una specie di circuito biologico in grado di penetrare via via in tutti gli apparati informatici del quartier generale. Iruel infetta così la rete di computer della Nerv, riuscendo ad infiltrarsi e controllare completamente due dei tre Magi, la rete di super-computer che controlla l'intera base. Ritsuko, coi semplici sistemi di difesa informatica a sua disposizione, riesce a rallentare l'avanzata dell'infiltrazione virulenta di Iruel, ma l'angelo continua gradualmente la sua offensiva e tenta di avviare il meccanismo di autodistruzione del sistema, che richiede il voto unanime dei tre componenti del Magi System. La scienziata prova allora a mettere in atto un piano per volgere a proprio favore l'abilità di adattamento iper-rapido dell'Angelo, costringendolo ad evolvere verso uno stato benigno. Per fare ciò entra nelle viscere degli apparati meccanici dell'ultimo Magus rimasto libero, dove trova gli appunti lasciati dalla madre mentre stava costruendo il Magi System. Le informazioni ivi contenute le consentono di portare a termine il piano. |                  |                  |
| 14 | Seele, il trono dell'anima / Weaving a Story 「ゼーレ、魂の座」 - Zēre, tamashii no za | 3 gennaio 1996   | 1º gennaio 2002  |
| 14 | La prima parte dell'episodio è un riassunto sotto forma di relazione di Gendō alla Seele, che ripercorre tutte le vicende accadute fino a questo punto. Nella seconda parte Ritsuko conduce un esperimento per determinare se i piloti possano alternarsi alla guida degli Evangelion, pilotando mecha diversi da quelli che sono loro normalmente assegnati. Rei riesce a sincronizzarsi abbastanza bene con l'Unità 01, ma quando Shinji cerca a sua volta la sincronizzazione psichica con l'Eva 00, questi va nuovamente in berserk, in maniera identica alla precedente attivazione non riuscita che ha avuto luogo poco prima dell'arrivo di Shinji a Neo Tokyo-3. L'Unità 00 attacca l'hangar d'osservazione distruggendone la finestra, con la netta intenzione di voler uccidere Rei; mentre Ritsuko ritiene che l'Eva stesse cercando di colpire lei stessa. |                  |                  |
| 15 | Bugie e silenzi / Those women longed for the touch of others' lips, and thus invited their kisses. 「嘘と沈黙」 - Uso to chinmoku | 10 gennaio 1996  | 8 gennaio 2002   |
| 15 | Ryōji comincia ad intraprendere indagini personali riguardanti i segreti occultati dalla Nerv, dopo di che, assieme a Misato e Ritsuko, partecipa alla festa di nozze di una loro comune conoscente. Nel frattempo Rei e Shinji si trattengono a scuola dopo le lezioni per il loro turno di pulizie, mentre Asuka viene invitata da una compagna a partecipare ad un appuntamento al buio con un ragazzo. Shinji in seguito s'incontra con Gendō davanti alla tomba della madre per l'anniversario della sua morte e, dopo molto tempo, i due riescono a scambiare qualche parola assieme. Più tardi quella sera, Asuka propone a Shinji di baciarsi, ma la prima volta si rivela una delusione, con la ragazza che si precipita in bagno per sciacquarsi la bocca e Shinji che rischia di rimanere soffocato. Misato sorprende Ryōji a spiare di nascosto nei reparti segreti sotterranei della Nerv e gli punta una pistola contro. Egli le spiega quindi che è l'organizzazione a tenerle nascosti molti segreti e le mostra una stanza che contiene quello che entrambi scambiano per il primo angelo Adam, crocifisso e trafitto con una lancia. |                  |                  |
| 16 | Malattia mortale, e poi... / Splitting of the Breast 「死に至る病、そして」 - Shi ni itaru yamai, soshite | 17 gennaio 1996  | 15 gennaio 2002  |
| 16 | L'angelo Leliel, una strana sfera sospesa bianca e nera, appare in avvicinamento nei cieli di Neo Tokyo-3. Tutti e tre gli Evangelion si muovono in contemporanea ed escono per attaccare, ma Shinji a bordo dell'Unità 01 viene immediatamente assorbito dall'ombra dell'essere mostruoso. Ritsuko determina che l'angelo esiste in una dimensione alternativa d'esistenza, chiamata Mare di Dirac, e che è l'ombra che appare sul terreno a costituire il vero corpo di Leliel. Temendo che oramai per l'Eva 01 non vi sia più nulla da fare, la direzione della Nerv si prepara a scagliare tutte le bombe N² in suo possesso contro l'angelo, sperando che questo basti a distruggerlo. Intanto Shinji, intrappolato nella dimensione d'esistenza parallela, rivive i fatti salienti della propria esistenza in un lungo viaggio introspettivo. Quando la carica della batteria interna all'Eva si esaurisce completamente ed il supporto vitale della cabina di pilotaggio si interrompe, il ragazzo incomincia a perdere i sensi ma inconsciamente sente due braccia che lo raccolgono. Conseguentemente Misato e Ritsuko assistono alla violenta fuoriuscita dell'Eva dal corpo dell'Angelo e alla distruzione del nemico. |                  |                  |
| 17 | Il quarto soggetto qualificato / Fourth Child 「四人目の適格者」 - Yonin me no tekikakusha | 24 gennaio 1996  | 22 gennaio 2002  |
| 17 | La seconda base della Nerv situata in Nevada mette in atto un esperimento per installare un motore di tipo S² sulle due Unità Evangelion appena prodotte negli Stati Uniti d'America. Il nuovo propulsore sarebbe capace, secondo le ipotesi, di dare agli Eva un'illimitata quantità di energia. Il tentativo si risolve però in un fallimento e l'intera base salta in aria, con il conseguente annientamento di tutto quel che si trovava attorno, in un raggio di 89km. Preso dal panico dopo la tragedia, il governo degli Stati Uniti esige immediatamente che l'altro Eva presente sul proprio territorio, l'Unità 03 costruita in Massachusetts, venga fatto uscire al più presto dal suolo nazionale. Appena il nuovo Eva giunge a Neo Tokyo-3, Tōji viene informato del fatto di essere stato riconosciuto come il pilota più adatto per esso. |                  |                  |
| 18 | Selezione di vita / Ambivalence 「命の選択を」 - Inochi no sentaku o | 31 gennaio 1996  | 29 gennaio 2002  |
| 18 | L'Unità 03, trasportata dagli Stati Uniti verso il Giappone per via aerea, viene infettata durante il volo da un angelo microscopico che opera come batterio. Durante il test di sincronizzazione col pilota, l'Eva impazzisce e l'angelo Bardiel ne assume il diretto controllo. Possedendo la potenza angelica e la forma di un Evangelion, l'Unità 03 distrugge tutto quel che le si para davanti ed avanza velocemente in direzione di Neo Tokyo-3. Tutti e tre gli Evangelion scendono in campo per affrontarlo ma, sia l'Unità 02 che l'Unità 00 vengono presto sconfitte. Pur senza sapere che intrappolato nell'Eva nemico c'è Tōji, Shinji si rifiuta d'attaccare senza prima aver provato a salvare il pilota. Gendō allora dà l'ordine di escludere il ragazzo dai controlli del mecha e di installare il pilota automatico grazie all'uso del Dummy Plug. L'Eva 01 attacca selvaggiamente Bardiel, facendolo a brandelli e frantumandone l'Entry Plug. Dopo la battaglia, il già emotivamente devastato Shinji rimane ancora più inorridito quando vede Tōji, gravemente ferito, uscire dalle macerie dell'Unità 03. |                  |                  |
| 19 | Battaglia da uomo / Introjection 「男の戰い」 - Otoko no tatakai | 7 febbraio 1996  | 5 febbraio 2002  |
| 19 | Shinji, sconvolto dall'aver assistito al massacro dell'amico e alla conseguente indifferenza del padre Gendō, abbandona la Nerv per la seconda volta. Tuttavia mentre è in procinto di lasciare Neo Tokyo-3, appare l'angelo Zeruel che sconfigge facilmente gli altri Evangelion. Dopo aver parlato con Kaji, Shinji torna al quartier generale in tempo per impedire l'invasione del nemico, e lo affronta a bordo dell'Unità 01. L'angelo riesce a sopraffare il mecha e ad attaccare il nucleo dell'Eva mentre Shinji, impotente, supplica alla macchina di riavviarsi nonostante abbia esaurito la carica delle batterie. Inspiegabilmente l'Unità 01 va in modalità "berserk" e sconfigge l'angelo. L'Evangelion poi dilania il corpo dell'avversario e se ne ciba, ingerendo l'Elemento S² dell'Angelo. |                  |                  |
| 20 | Forma dell'animo, forma dell'uomo / Weaving a Story 2: oral stage 「心のかたち 人のかたち」 - Kokoro no katachi, hito no katachi | 14 febbraio 1996 | 12 febbraio 2002 |
| 20 | Al culmine della battaglia contro l'angelo Zeruel, Shinji ha ottenuto un rapporto di sincronizzazione del 400% con l'Unità 01, un livello reputato impossibile. Tuttavia a causa di ciò, il suo corpo si è fuso con l'Evangelion ed è diventato LCL all'interno dell'Entry Plug. Nel corso di trenta giorni Ritsuko tenta faticosamente di trovare un modo per far tornare indietro Shinji, senza ottenere risultati. Intanto la coscienza del ragazzo compie un viaggio introspettivo nel quale entra in contatto con l'anima della madre Yui. Dopo aver parlato con lei, Shinji "rinasce" dal nucleo dell'Eva. Più tardi quella sera Misato e Kaji riprendono la loro relazione andando a letto insieme, fatto che disturba e fa infuriare Ritsuko. |                  |                  |
| 21 | Nerv, la nascita / He was aware that he was still a child. 「ネルフ、誕生」 - Nerufu, tanjō | 21 febbraio 1996 | 19 febbraio 2002 |
| 21 | Con l'aiuto di Kaji, Seele rapisce il vice comandante Kōzō Fuyutsuki per interrogarlo circa gli eventi in atto alla Nerv. In particolare l'organizzazione è oltraggiata dal fatto che nell'ultima battaglia l'Unità 01 abbia assorbito l'Elemento S² di un angelo all'interno del suo corpo, in modo tale che adesso non necessita di una fonte di energia esterna, ma può funzionare indefinitamente. Mentre Fuyutsuki è interrogato dalla Seele, racconta in flashback del suo primo incontro con Gendō e Yui, degli eventi oscuri legati al Second Impact e della nascita della Nerv e degli Evangelion. Allo stesso modo viene rivelato il passato di Misato, Ritsuko e Rei. Nel frattempo Kaji, spinto dal desiderio di conoscere la verità, diserta e libera Fuyutsuki, ma paga questa azione con la vita. Alla fine il vice comandante può tornare alla Nerv e Misato riceve sulla segreteria telefonica l'ultimo messaggio dell'amante. |                  |                  |
| 22 | Almeno, essere umano / Don't Be. 「せめて、人間らしく」 - Semete, ningen rashiku | 28 febbraio 1996 | 26 febbraio 2002 |
| 22 | Dopo essere stata sconfitta ancora una volta da un angelo, il rapporto di sincronizzazione di Asuka con l'Unità 02 continua a diminuire, inficiando la sua abilità di pilotare il mecha. Intanto fa la sua comparsa l'angelo Arael, che si mantiene negli strati alti dell'atmosfera terrestre, rimanendo a distanza da ogni possibile attacco, incluso da parte degli Evangelion. Asuka riceve l'ordine di fare da supporto a Rei, ma la ragazza, infuriata, si lancia all'assalto del nemico per confrontarlo da sola. L'angelo utilizza un'abilità telepatica che costringe Asuka a rivivere gli eventi traumatici della sua infanzia, come la pazzia e il suicidio della madre, causandole un'angoscia tale da perdere completamente la sincronizzazione con l'Eva, che si disattiva. Gendō ordina allora a Rei di prelevare la lancia di Longinus e di scagliarla contro il nemico. L'arma riesce a penetrare l'AT Field di Arael e lo distrugge, ma nella sua corsa raggiunge la velocità di fuga e fuoriesce dall'atmosfera terrestre, perdendosi sulla Luna. |                  |                  |
| 23 | Lacrime / Rei III 「涙」 - Namida | 6 marzo 1996     | 5 marzo 2002     |
| 23 | In seguito all'attacco mentale subito da Arael, Asuka sprofonda in uno stato di depressione e non riesce più a pilotare lo 02; per cui quando giunge il sedicesimo angelo, Armisael, Rei è nuovamente chiamata ad affrontare il nemico. Nerv vorrebbe preservare l'Unità 01, ma quando l'angelo tenta di fondersi con l'Unità 00 e di instaurare un contatto mentale con Rei, Gendō è costretto a dare l'ordine a Shinji di scendere in campo. Anche il ragazzo è sopraffatto dal nemico, ma per proteggerlo e distruggere al tempo stesso Armisael, Rei si fa autodistruggere insieme all'Eva. Shinji è devastato dal sacrificio dell'amica, ma di ritorno alla base della Nerv, ritrova Rei ancora in vita, incredibilmente sfuggita alla morte. Insospettita da questo nuovo mistero, Misato costringe con la forza Ritsuko a rivelare a lei e a Shinji la verità sulla Nerv. La ricercatrice li conduce dunque in una sala nascosta che accoglie tutti i resti dei vari prototipi di Evangelion e una vasca che contiene diversi cloni di Rei, tutti senz'anima. |                  |                  |
| 24 | L'ultimo messaggero sacrificale / The Beginning and the End, or "Knockin' on Heaven's Door" 「最後のシ者」 - Saigo no shisha | 13 marzo 1996    | 12 marzo 2002    |
| 24 | Con il peggiorare dello stato depressivo di Asuka, che ormai ha perso la voglia di vivere, la Seele invia alla Nerv Kaworu Nagisa come pilota sostitutivo dell'Unità 02. Il ragazzo lega subito con Shinji e in poco tempo i due diventano amici. Tuttavia Kaworu si rivela presto essere l'ultimo angelo Tabris, inviato dalla Seele per fondersi con Adam all'interno del Terminal Dogma e dare avvio in questo modo al Progetto per il Perfezionamento dell'Uomo. Nella sua discesa verso il Terminal Dogma, Kaworu è intercettato da Shinji a bordo dell'Unità 01, ma volgendogli contro l'Eva 02, l'angelo è in grado di proseguire e di accedere al cuore del quartier generale della Nerv. Kaworu apprende allora che l'angelo custodito all'interno del Terminal Dogma è Lilith e non Adam, proprio mentre Shinji sconfigge il suo avversario. Arrendendosi all'evidenza dei fatti, Tabris chiede a Shinji di ucciderlo e di prevenire in questo modo la distruzione dell'umanità. Il ragazzo esita, ma alla fine lo elimina schiacciandolo nel pugno dell'Eva. |                  |                  |
| 25 | Un mondo che finisce / Do you love me? 「終わる世界」 - Owaru sekai | 20 marzo 1996    | 19 marzo 2002    |
| 25 | Shinji entra in una fase introspettiva in cui mette in discussione i propri sentimenti e scopre che ha creato un'esistenza solitaria per se stesso; un mondo in cui lui solo può vivere. Asuka mette in dubbio le sue capacità e si rende conto che la sua più grande paura è quella di sentirsi inadeguata e sola. Rei ricerca nella sua coscienza la ragione della propria esistenza, mentre Misato affronta il suo rapporto con il padre e con Kaji. Tutti i personaggi si rendono conto che sono in qualche modo incompleti. Nel frattempo inizia il Progetto per il Perfezionamento dell'Uomo, architettato da Gendō per fondere tutta l'umanità in una sola coscienza collettiva e riunirsi in questo modo a Yui. |                  |                  |
| 26 | La bestia che gridò AMore nel cuore del mondo / Take care of yourself 「世界の中心でアイを叫んだけもの」 - Sekai no chūshin de AI o saken da kemono | 27 marzo 1996    | 26 marzo 2002    |
| 26 | Il Progetto per il Perfezionamento dell'Uomo continua il suo svolgimento, mentre l'umanità cerca di completare la sua esistenza. Shinji, sempre alle prese con la sua analisi interiore, vede un mondo felice in cui i suoi genitori vivono con lui, in cui egli non è un pilota di Evangelion e le sue uniche preoccupazioni sono legate alla scuola e ai suoi amici. In questo modo si rende conto che la sua esistenza non è fissa, distruggendo il guscio protettivo che si era formato attorno. A questo punto in quello che sembra essere un teatro, gli si fanno incontro i genitori, gli amici e i conoscenti che lo applaudono per essere finalmente riuscito a capire il senso della sua vita ed egli, a turno, li ringrazia tutti. |                  |                  |

## Accoglienza
La prima messa in onda degli episodi riuscì a registrare una media del 7,1% di share. L'episodio che registrò il più basso indice di ascolto fu il quattordicesimo, con uno share dello 0,9%. La puntata conclusiva, andata in onda il 27 marzo 1996 su TV Tokyo, raggiunse un indice di ascolto pari al 10,3%, equivalente a circa dieci milioni di spettatori. Nel 1997 la serie fu ritrasmessa in tarda serata, in una fascia oraria in cui anche un 2% di ascolto era ritenuto un ottimo indice, toccando il 5-6% di share. Secondo la rivista specializzata Newtype, in seguito al grande successo delle repliche della serie ci fu un drastico aumento degli anime trasmessi in slot orari notturni; se nel 1996 c'era solamente una serie ad essere trasmessa in tarda serata, nel 1997 il loro numero salì a dodici, per poi raddoppiare l'anno seguente: «Eva ha rivoluzionato l'intera [sub]cultura otaku. [...] È stato l'inizio di qualcosa di completamente nuovo, a cui seguì una sfilza di titoli simili». In Australia fu trasmessa dalla SBS e riuscì ad ottenere ottimi indici di ascolto, superando così la serie South Park. Alcune scene di sesso o di violenza presenti nel diciottesimo e nel ventesimo episodio della serie furono motivo di accese controversie, e le ultime due puntate delusero molti appassionati, che le trovarono di difficile comprensione. All'indomani della loro prima messa in onda, il pubblico si divise in due fazioni, tra chi elogiò gli episodi, credendo che fossero «profondi», e chi invece li criticò, pensando che il loro significato fosse solamente «apparente». Anche la carta stampata si interessò del caso; secondo il Mainichi Shinbun: «Quando il venticinquesimo episodio andò in onda, quasi tutti gli spettatori si sentirono traditi [...] Quando lo scrittore Eiji Ōtsuka inviò una lettera allo Yomiuri Shinbun lamentandosi del finale della serie, il dibattito diventò nazionale».
L'edizione Laserdisc di Neon Genesis Evangelion infranse numerosi record di vendite nazionali, grazie a milioni di esemplari venduti. Analogo risultato si registrò per l'edizione DVD, i cui introiti rimasero stabili anche a un decennio di distanza dalla prima messa in onda dello show. Secondo il ricercatore italiano Guido Tavassi, alcune uscite della serie, che singolarmente prese raggiunsero le 50 000 copie vendute, sfiorarono le 75 000 unità: «Per rendersi conto delle dimensioni del fenomeno, si consideri che le uscite home video [di Evangelion] [...] [incassarono] il doppio o il triplo degli anime più venduti di sempre fino ad allora». Stando a quanto riferito da Tavassi nel suo libro Storia dell'animazione giapponese, Neon Genesis Evangelion ebbe un impatto di miliardi di yen sull'economia giapponese, contribuendo in maniera determinante alla diffusione del Digital Versatile Disc, il nuovo supporto ottico digitale che andò a sostituire il Laserdisc: «Difatti la nuova politica commerciale inaugurata della Gainax – presto seguita su questa strada da tutti i produttori – vedeva nel passaggio televisivo non più il punto di arrivo degli anime seriali, ma solo una sorta di vetrina, il trampolino di lancio per la vendita dell'edizione home video».
Nel 1996, la rivista giapponese Animage chiese ai propri lettori quali fossero gli episodi più belli delle serie animate del momento; nell'occasione, cinque puntate di Neon Genesis Evangelion raggiunsero la top 20, fra le quali il nono episodio, che conquistò la seconda posizione. Analogo risultato si registrò nell'anno successivo, in cui il loro numero salì ad otto; la ventiquattresima puntata raggiunse il primo posto e la ventesima il secondo. Nel corso degli anni, l'emittente televisiva TV Asahi chiese in diversi sondaggi quali fossero le scene più significative della storia dell'animazione; la scena in cui «Rei Ayanami sorride a Shinji per la prima volta», presente nel sesto episodio di Neon Genesis Evangelion, riuscì a raggiungere la 14ª posizione, e quella del «suicidio di Rei» della ventitreesima puntata la 53ª. Il sorriso di Rei riapparve in un'altra classifica dell'emittente, conquistando il 45º posto fra le scene più memorabili dell'animazione giapponese; analogo risultato si registrò con il proponimento della stessa tipologia di sondaggio, occasione in cui «il primo incontro tra Shinji Ikari e Rei Ayanami» riuscì a conquistare il 16º posto. Anche il «suicidio di Rei» riconquistò una posizione fra le varie classifiche di TV Asahi, in occasione di un sondaggio sulle «scene più toccanti dell'animazione giapponese» in cui conquistò il nono posto.

### Critica

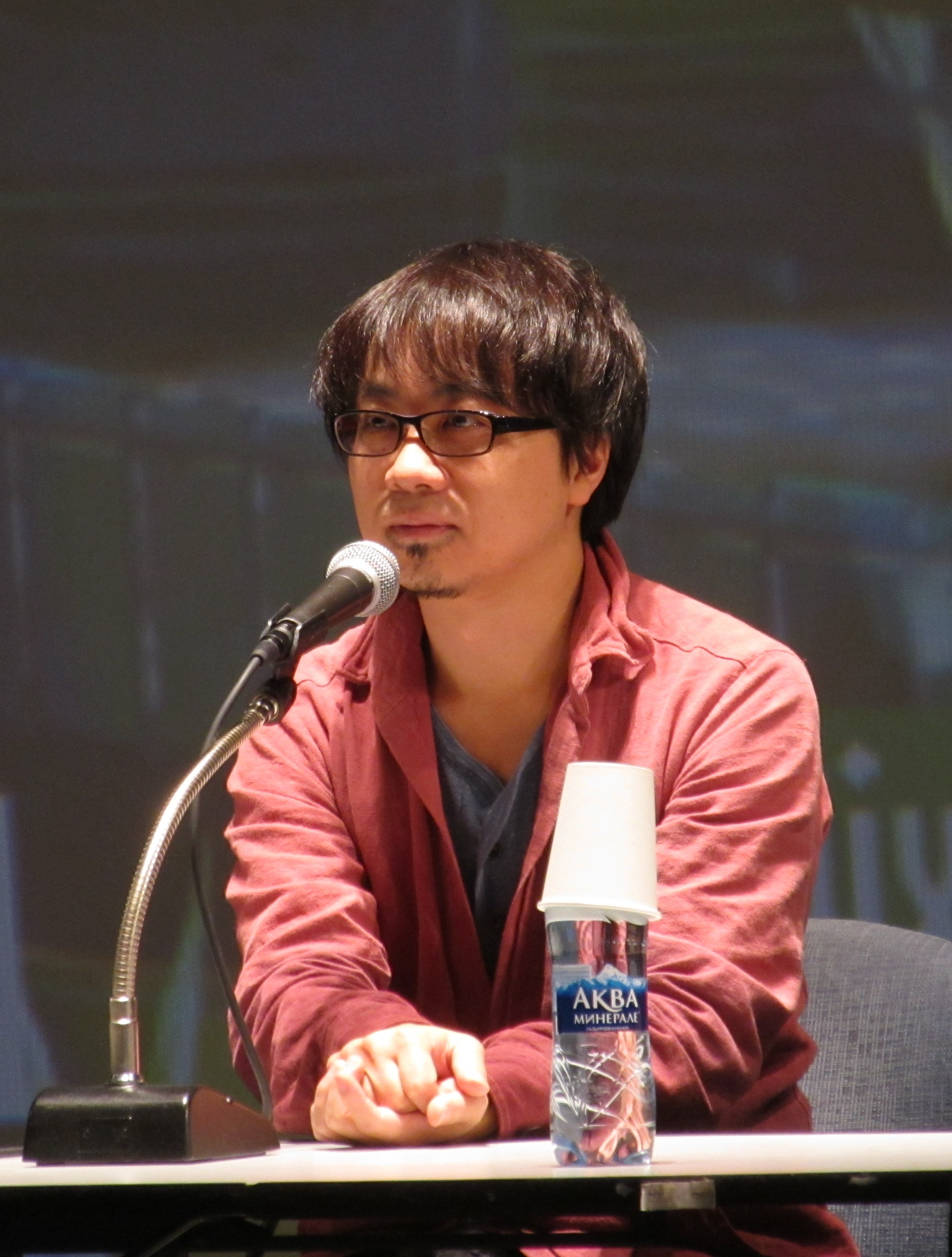
«Gli ultimi episodi di Evangelion si distaccano in maniera interessante dal resto della serie, e quando li vidi all'università pensai che fosse straordinario. Mi resi conto che anche questa è animazione, e che non tutte [le serie animate] devono avere azione e movimento»
—Makoto Shinkai

Marthin Theron di Anime News Network elogiò gli episodi centrali della serie animata e le «eccitanti e originali» scene di azione dell'undicesima e della dodicesima puntata. Il suo collega Allen Divers riferì di aver apprezzato molto la parabola drammatica e la svolta introspettiva intrapresa nella seconda metà della serie, arrivando a dire che «i personaggi e la trama di Evangelion sarebbero capaci di complessare Sigmund Freud in persona». Di parere diametralmente opposto si dimostrò Kenneth Lee, secondo il quale gli episodi dal ventunesimo in poi sarebbero riusciti a «distruggere la bellezza» di una buona serie, lasciando delusi tutti gli spettatori. Il sito Dorkly.com criticò aspramente le due puntate conclusive della serie, inserendole al primo posto fra i cinque finali più assurdi della storia dell'animazione giapponese e dicendo: «È il finale di merda che ha ridefinito tutti i finali di merda. [..] È un finale così assurdo che dovrebbero inventare una parola apposta per descriverlo». Analogo parere fu espresso da Capsulecomputers.com, che lo elesse «peggior finale dell'animazione nipponica»: «Entrambe le puntate sono state riempite di sciocchezze pseudo-filosofiche senza senso». Anche Honeyfeed si espresse sulla questione, sostenendo che: «Se avete il piacere di guardare questa straordinaria serie, dimenticatevi del finale». Ulteriori commenti negativi furono espressi dal sito Anime-planet.com, secondo il quale le ultime due puntate «hanno completamente rovinato la serie»: «Tutto l'intreccio narrativo viene gettato fuori della finestra per far posto ad un arthouse senza senso». Altrettanti furono i recensori che ne apprezzarono il contenuto e la profondità. Fra questi, Nick Creamer di Anime News Network, che lo decretò «miglior finale della storia dell'animazione giapponese».
Lo scrittore italiano Andrea Fontana difese apertamente il finale originale rispetto alla controparte contenuta nel film The end of Evangelion, sostenendo la sua assoluta coerenza con le tematiche della serie e con il suo significato di fondo: «Il vero senso della serie è questo, sin dall'inizio. Notate come sin dalla prima puntata ogni particolare strabordi di significato». Jake Cleland di SBS Popasia elogiò entrambi i finali e sostenne di aver trovato gli ultimi due episodi «indimenticabili»: «È la più bella lezione di vita che Evangelion possa dare ai propri spettatori: la vita può essere confusa, addirittura terrificante, ma c'è grande gioia nell'essere vivi». Anche Pete Harcoff di Animecritic.com diede un giudizio favorevole e sostenne di aver apprezzato molto l'originalità e le riflessioni filosofiche proposte dalle due puntate.